# اسم رمز: غازهای وحشی
اسم رمز: غازهای وحشی (ایتالیایی: Arcobaleno selvaggio) فیلمی جنگی به کارگردانی آنتونیو مارگریتی با بازی لی وان کلیف و ارنست بورگناین است که در سال ۱۹۸۴ منتشر شد.

## بازیگران
- لوئیس کالینز
- لی وان کلیف
- ارنست بورگناین
- کلاوس کینسکی
- میمسی فارمر